# Женска фудбалска репрезентација Тринидада и Тобага
Женска фудбалска репрезентација Тринидада и Тобага (енгл. Trinidad and Tobago women's national football team, је женски фудбалски тим који представља Тринидад и Тобаго на међународним такмичењима и такмичи се у Конфедерацији фудбалског савеза Северне, Централне Америке и Кариба (Конкакаф).
Оне су моментално једна од најбољих женских фудбалских репрезентација у карипском региону заједно са Јамајком и Хаитијем.
Женску фудбалску репрезентацију Тринидада и Тобага тренутно тренира Велшанин Џејмс Томас, који је именован за главног тренера у априлу 2021.

## Достигнућа

### Светско првенство за жене
| Светско првенство у фудбалу за жене резултати | Светско првенство у фудбалу за жене резултати | Светско првенство у фудбалу за жене резултати | Светско првенство у фудбалу за жене резултати | Светско првенство у фудбалу за жене резултати | Светско првенство у фудбалу за жене резултати | Светско првенство у фудбалу за жене резултати | Светско првенство у фудбалу за жене резултати | Светско првенство у фудбалу за жене резултати | Светско првенство у фудбалу за жене резултати |
| Година                                        | Резултат                                      | Ута                                           | Поб                                           | Нер*                                          | Изг                                           | ГД                                            | ГП                                            | ГР                                            |                                               |
| --------------------------------------------- | --------------------------------------------- | --------------------------------------------- | --------------------------------------------- | --------------------------------------------- | --------------------------------------------- | --------------------------------------------- | --------------------------------------------- | --------------------------------------------- | --------------------------------------------- |
| 1991.                                         | Није се квалификовала                         | Није се квалификовала                         | Није се квалификовала                         | Није се квалификовала                         | Није се квалификовала                         | Није се квалификовала                         | Није се квалификовала                         | Није се квалификовала                         |                                               |
| 1995.                                         | Није се квалификовала                         | Није се квалификовала                         | Није се квалификовала                         | Није се квалификовала                         | Није се квалификовала                         | Није се квалификовала                         | Није се квалификовала                         | Није се квалификовала                         |                                               |
| 1999.                                         | Није се квалификовала                         | Није се квалификовала                         | Није се квалификовала                         | Није се квалификовала                         | Није се квалификовала                         | Није се квалификовала                         | Није се квалификовала                         | Није се квалификовала                         |                                               |
| 2003.                                         | Није се квалификовала                         | Није се квалификовала                         | Није се квалификовала                         | Није се квалификовала                         | Није се квалификовала                         | Није се квалификовала                         | Није се квалификовала                         | Није се квалификовала                         |                                               |
| 2007.                                         | Није се квалификовала                         | Није се квалификовала                         | Није се квалификовала                         | Није се квалификовала                         | Није се квалификовала                         | Није се квалификовала                         | Није се квалификовала                         | Није се квалификовала                         |                                               |
| 2011.                                         | Није се квалификовала                         | Није се квалификовала                         | Није се квалификовала                         | Није се квалификовала                         | Није се квалификовала                         | Није се квалификовала                         | Није се квалификовала                         | Није се квалификовала                         |                                               |
| 2015.                                         | Није се квалификовала                         | Није се квалификовала                         | Није се квалификовала                         | Није се квалификовала                         | Није се квалификовала                         | Није се квалификовала                         | Није се квалификовала                         | Није се квалификовала                         |                                               |
| 2019.                                         | Није се квалификовала                         | Није се квалификовала                         | Није се квалификовала                         | Није се квалификовала                         | Није се квалификовала                         | Није се квалификовала                         | Није се квалификовала                         | Није се квалификовала                         |                                               |
| 2023.                                         | Није играно                                   | Није играно                                   | Није играно                                   | Није играно                                   | Није играно                                   | Није играно                                   | Није играно                                   | Није играно                                   |                                               |
| Укупно                                        | -                                             | -                                             | -                                             | -                                             | -                                             | -                                             | -                                             | -                                             |                                               |

*Означава нерешене утакмице укључујући нокаут мечеве одлучене извођењем једанаестераца.

### Олимпијске игре
| Олимпијске игре резултати | Олимпијске игре резултати | Олимпијске игре резултати | Олимпијске игре резултати | Олимпијске игре резултати | Олимпијске игре резултати | Олимпијске игре резултати | Олимпијске игре резултати | Олимпијске игре резултати |               | Светско првенство у фудбалу за жене резултати | Светско првенство у фудбалу за жене резултати | Светско првенство у фудбалу за жене резултати | Светско првенство у фудбалу за жене резултати | Светско првенство у фудбалу за жене резултати | Светско првенство у фудбалу за жене резултати |             |
| Година                    | Коло                      | Поз                       | Ута                       | Поб                       | Нер*                      | Изг                       | ГД                        | ГП                        | Ута           | Поб                                           | Нер*                                          | Изг                                           | ГД                                            | ГП                                            |                                               |             |
| ------------------------- | ------------------------- | ------------------------- | ------------------------- | ------------------------- | ------------------------- | ------------------------- | ------------------------- | ------------------------- | ------------- | --------------------------------------------- | --------------------------------------------- | --------------------------------------------- | --------------------------------------------- | --------------------------------------------- | --------------------------------------------- | ----------- |
| 1996.                     | Није се квалификовала     | Није се квалификовала     | Није се квалификовала     | Није се квалификовала     | Није се квалификовала     | Није се квалификовала     | Није се квалификовала     | Није се квалификовала     | ФИФА СП 1995. | ФИФА СП 1995.                                 | ФИФА СП 1995.                                 | ФИФА СП 1995.                                 | ФИФА СП 1995.                                 | ФИФА СП 1995.                                 |                                               |             |
| 2000.                     | Није се квалификовала     | Није се квалификовала     | Није се квалификовала     | Није се квалификовала     | Није се квалификовала     | Није се квалификовала     | Није се квалификовала     | Није се квалификовала     | ФИФА СП 1999. | ФИФА СП 1999.                                 | ФИФА СП 1999.                                 | ФИФА СП 1999.                                 | ФИФА СП 1999.                                 | ФИФА СП 1999.                                 |                                               |             |
| 2004.                     | Није се квалификовала     | Није се квалификовала     | Није се квалификовала     | Није се квалификовала     | Није се квалификовала     | Није се квалификовала     | Није се квалификовала     | Није се квалификовала     | 5             | 3                                             | 0                                             | 2                                             | 13                                            | 19                                            |                                               |             |
| 2008.                     | Није се квалификовала     | Није се квалификовала     | Није се квалификовала     | Није се квалификовала     | Није се квалификовала     | Није се квалификовала     | Није се квалификовала     | Није се квалификовала     | 7             | 4                                             | 1                                             | 2                                             | 23                                            | 11                                            |                                               |             |
| 2012.                     | Није се квалификовала     | Није се квалификовала     | Није се квалификовала     | Није се квалификовала     | Није се квалификовала     | Није се квалификовала     | Није се квалификовала     | Није се квалификовала     | 3             | 2                                             | 0                                             | 1                                             | 19                                            | 3                                             |                                               |             |
| 2016.                     | Није се квалификовала     | Није се квалификовала     | Није се квалификовала     | Није се квалификовала     | Није се квалификовала     | Није се квалификовала     | Није се квалификовала     | Није се квалификовала     | 8             | 6                                             | 0                                             | 2                                             | 24                                            | 15                                            |                                               |             |
| 2020.                     | Није се квалификовала     | Није се квалификовала     | Није се квалификовала     | Није се квалификовала     | Није се квалификовала     | Није се квалификовала     | Није се квалификовала     | Није се квалификовала     | 4             | 2                                             | 1                                             | 1                                             | 9                                             | 4                                             |                                               |             |
| 2024.                     | Није играно               | Није играно               | Није играно               | Није играно               | Није играно               | Није играно               | Није играно               | Није играно               | Није играно   | Није играно                                   | Није играно                                   | Није играно                                   | Није играно                                   | Није играно                                   | Није играно                                   | Није играно |
| Укупно                    | -                         | -                         | -                         | -                         | -                         | -                         | -                         | -                         | 27            | 17                                            | 2                                             | 8                                             | 88                                            | 52                                            |                                               |             |

*Означава нерешене утакмице укључујући нокаут мечеве одлучене извођењем једанаестераца.

### Конкакафов шампионат за жене
Оне су једина нација која се појављује на сваком женском првенству у Конкакафу.
| Конкакафов шампионат за жене резултати | Конкакафов шампионат за жене резултати | Конкакафов шампионат за жене резултати | Конкакафов шампионат за жене резултати | Конкакафов шампионат за жене резултати | Конкакафов шампионат за жене резултати | Конкакафов шампионат за жене резултати | Конкакафов шампионат за жене резултати | Конкакафов шампионат за жене резултати |                          | Квалификациони резултати | Квалификациони резултати | Квалификациони резултати | Квалификациони резултати | Квалификациони резултати | Квалификациони резултати | Квалификациони резултати |
| Година                                 | Резултат                               | Ута                                    | Поб                                    | Нер*                                   | Изг                                    | ГД                                     | ГП                                     | ГР                                     | Ута                      | Поб                      | Нер*                     | Изг                      | ГД                       | ГП                       | ГР                       |                          |
| 1991.                                  | Треће место                            | 5                                      | 2                                      | 1                                      | 2                                      | 8                                      | 20                                     | -12                                    | -                        | -                        | -                        | -                        | -                        | -                        | -                        |                          |
| 1993.                                  | Четврто место                          | 3                                      | 0                                      | 0                                      | 3                                      | 0                                      | 20                                     | -20                                    | -                        | -                        | -                        | -                        | -                        | -                        | -                        |                          |
| 1994.                                  | Четврто место                          | 4                                      | 1                                      | 1                                      | 2                                      | 6                                      | 20                                     | -14                                    | -                        | -                        | -                        | -                        | -                        | -                        | -                        |                          |
| 1998.                                  | Групна фаза                            | 3                                      | 1                                      | 1                                      | 1                                      | 5                                      | 6                                      | -1                                     | 2                        | 2                        | 0                        | 0                        | 15                       | 1                        | +14                      |                          |
| 2000.                                  | Групна фаза                            | 3                                      | 0                                      | 1                                      | 2                                      | 2                                      | 24                                     | -22                                    | -                        | -                        | -                        | -                        | -                        | -                        | -                        |                          |
| 2002.                                  | Групна фаза                            | 3                                      | 0                                      | 0                                      | 3                                      | 2                                      | 9                                      | -7                                     | 4                        | 4                        | 0                        | 0                        | 27                       | 2                        | +25                      |                          |
| 2006.                                  | Прво коло                              | 1                                      | 0                                      | 0                                      | 1                                      | 0                                      | 3                                      | -3                                     | 5                        | 5                        | 0                        | 0                        | 32                       | 2                        | +30                      |                          |
| 2010.                                  | Групна фаза                            | 3                                      | 1                                      | 0                                      | 2                                      | 4                                      | 4                                      | 0                                      | 3                        | 3                        | 0                        | 0                        | 14                       | 1                        | +13                      |                          |
| 2014.                                  | Четврто место                          | 5                                      | 2                                      | 1                                      | 2                                      | 6                                      | 7                                      | -1                                     | Куп Кариба за жене 2014. | Куп Кариба за жене 2014. | Куп Кариба за жене 2014. | Куп Кариба за жене 2014. | Куп Кариба за жене 2014. | Куп Кариба за жене 2014. | Куп Кариба за жене 2014. |                          |
| 2018.                                  | Групна фаза                            | 3                                      | 0                                      | 0                                      | 3                                      | 1                                      | 14                                     | -13                                    | 8                        | 6                        | 1                        | 1                        | 39                       | 7                        | +32                      |                          |
| Укупно                                 | Треће место                            | 33                                     | 7                                      | 5                                      | 21                                     | 34                                     | 127                                    | -93                                    | 22                       | 20                       | 1                        | 1                        | 127                      | 13                       | +114                     |                          |

*Означава нерешене утакмице укључујући нокаут мечеве одлучене извођењем једанаестераца.

### Панамеричке игре
| Панамеричке игре резултати | Панамеричке игре резултати | Панамеричке игре резултати | Панамеричке игре резултати | Панамеричке игре резултати | Панамеричке игре резултати | Панамеричке игре резултати | Панамеричке игре резултати |
| Година                     | Рез                        | Ута                        | Поб                        | Нер*                       | Изг                        | ГД                         | ГП                         |
| -------------------------- | -------------------------- | -------------------------- | -------------------------- | -------------------------- | -------------------------- | -------------------------- | -------------------------- |
| 1999.                      | Групна фаза                | 4                          | 0                          | 0                          | 4                          | 3                          | 23                         |
| 2003.                      | Није учествовала           | Није учествовала           | Није учествовала           | Није учествовала           | Није учествовала           | Није учествовала           | Није учествовала           |
| 2007.                      | Није учествовала           | Није учествовала           | Није учествовала           | Није учествовала           | Није учествовала           | Није учествовала           | Није учествовала           |
| 2011.                      | Групна фаза                | 3                          | 0                          | 1                          | 2                          | 1                          | 5                          |
| 2015.                      | Групна фаза                | 3                          | 0                          | 2                          | 1                          | 4                          | 6                          |
| 2019.                      | Није се квалификовала      | Није се квалификовала      | Није се квалификовала      | Није се квалификовала      | Није се квалификовала      | Није се квалификовала      | Није се квалификовала      |
| Укупно                     | Групна фаза                | 10                         | 0                          | 3                          | 7                          | 8                          | 34                         |

*Означава нерешене утакмице укључујући нокаут мечеве одлучене извођењем једанаестераца.